# إليسا لومان
إليسا لومان (بالألمانية: Elisa Lohmann)‏ (22 يوليو 1998 في ألمانيا - ) هي لاعبة كرة طائرة ألمانية. لعبت مع Schweriner SC ‏.

## وصلات خارجية
- إليسا لومان على موقع الاتحاد الأوروبي (الإنجليزية)
- إليسا لومان على موقع عالم الكرة الطائرة (الإنجليزية)
- إليسا لومان على موقع الدوري الألماني للكرة الطائرة (الألمانية)